# Laelia unicoloris
Laelia unicoloris är en fjärilsart som beskrevs av Van Eecke 1928. Laelia unicoloris ingår i släktet Laelia och familjen tofsspinnare. Inga underarter finns listade i Catalogue of Life.